# آب ميس
آب میس (أمجز) (بالفارسية: آب میس) هي قرية تقع في إيران في Amjaz Rural District. يقدر عدد سكانها بـ 5 نسمة بحسب إحصاء 2016.